# 1886
1886. је била проста година.

## Догађаји

### Март
- 3. март — После српског пораза код Сливнице, Србија и Бугарска закључиле Букурештански мир.

### Април
- Википедија:Непознат датум — Основан Скореновац
- 1. мај — У Чикагу је 40.000 радника ступило у штрајк, захтевајући боље услове рада, изражене у пароли „три осмице” — по осам сати рада, одмора и културног уздизања.
- 4. мај — У експлозији бомбе која је бачена на полицајце који су покушавали да растерају скуп радника у Чикагу, погинуло је осам особа, а рањено 60.
- 8. мај — Џон Пембертон направио Кока-колу.

### Јул
- 3. јул — Карл Бенц представио возило са бензинским мотором.

### Октобар
- 28. октобар — Председник САД Гровер Кливленд је открио Кип слободе, поклон од Француске поводом стогодишњице Декларације о независности.

### Децембар
- 28. децембар — Џозефина Кокран патентирала машину за прање посуђа

### Датум непознат
- Википедија:Непознат датум — Основан Јоханезбург.

## Рођења

### Фебруар
- 20. фебруар — Бела Кун мађарски револуционар, вођа Мађарске револуције 1919. (†1936)

### Март
- 1. март — Оскар Кокошка аустријски сликар и писац. (†1980)
- 11. март — Едвард Ридз-Смигли, пољски маршал
- 12. март — Јован Бијелић, српски сликар. (†1964)
- 14. март — Фирмен Ламбо, белгијски бициклиста. (†1964).

### Мај
- 17. мај — Алфонсо XIII од Шпаније, краљ Шпаније

### Јун
- 15. јун — Хавријил Костељник, русински писац. (†1948)

### Јул
- 10. јул — Џон Стендиш Горт, британски фелдмаршал

### Август
- 9. децембар — Кларенс Бирдсеј, амерички проналазач. (†1956)
- 26. децембар — Ђула Гембеш, мађарски политичар

## Смрти

### Јануар
- 28. јануар — Јован Суботић, српски књижевник и политичар

### Мај
- 15. мај — Емили Дикинсон, америчка књижевница. (*1830)
- 23. мај — Леополд фон Ранке, немачки историчар

### Август
- 18. новембар — Честер А. Артур, амерички политичар и 21. председник САД. (*1829)